# Pedro Sukeyiro
Pedro Sukeyiro (- 5 de Fevereiro de 1597, Nagasaki) foi um franciscano mártir no Japão. Foi canonizado pelo Papa Pio IX, englobado no grupo d'Os 26 Mártires do Japão.

## Biografia
Através dos missionários franciscanos, Pedro Sukeyiro, originário de Meaco, havia se tornado cristão e franciscano inscrito na Ordem Terceira de São Francisco e prestava-lhes toda a colaboração na qualidade de catequista para a instrução e formação dos neófitos, na assistência aos enfermos nos hospitais da missão e na educação dos meninos das diversas escolas.
Quando, em 1596, se desencadeou a perseguição de Toyotomi Hideyoshi, senhor feudal que unificou o Japão, os missionários católicos foram aprisionados e levados a Nagasaki a fim de serem crucificados. 
Foi aí que ele e outro terciário franciscano, Francisco Fahelante, quiseram acompanhar os prisioneiros para servi-los e apoia-los, ajudando-os nas dificuldades do caminho.
Ocupados com esse serviço voluntário, fizeram-no tão perfeitamente, que impressionaram um dos guardas, que exclamou: "Os cristãos são realmente valentes, unidos entre si com laços de verdadeira caridade e fraternidade". 
Em vista de sua persistência neste serviço, também a eles foi decretada a ordem de captura.
Na manhã de 5 de Fevereiro de 1597 os santos mártires chegaram a Nagasaki. 
Escolheu-se como lugar de suplício uma parte plana de uma colina próxima do mar, e naquele dia em diante o local passou a ser chamado "Monte dos Mártires" ou "Colina Santa", pelo sangue de cristãos derramado por quase meio século.
Foi beatificado em 1627 pelo Papa Urbano VIII e canonizado em 1862 pelo Papa Pio IX.